# Спасская (сериал)
«Спасская» — российский детективный телесериал с Кариной Андоленко в главной роли. Первый сезон, срежиссированный Владимиром Шевельковым, вышел на экраны в 2020 году, второй и третий сезоны — в 2023 году.

## Сюжет
Главная героиня телесериала — майор полиции Анна Спасская, которая возглавляет оперативный отдел в Сочи, а параллельно со службой занимается решением своих семейных проблем. Каждые два эпизода имеют обособленный сюжет: в них расследуется отдельное преступление. Режиссёр первого сезона Владимир Шевельков охарактеризовал телесериал как «жёсткий, реалистичный детектив» и в то же время «историю про тех, кто разрывается между семьёй и любимым делом».

## В ролях
- Карина Андоленко — Анна Николаевна Спасская, следователь, майор юстиции
- Роман Маякин — Олег Спасский, муж Анны[3]
- Игорь Огурцов — Арсений Каплин, старший лейтенант полиции, оперуполномоченный[4]
- Илья Носков — Андрей Ильин, майор полиции, оперуполномоченный[5]
- Лариса Удовиченко — Инесса Аркадьевна Вольская, бабушка Анны и Киры
- Владимир Шевельков — Владимир Андреевич Халин, полковник юстиции, руководитель следственного отдела по городу Сочи СУ СК России по Краснодарскому краю
- Ольга Чудакова — Мария Степановна Сугробова, эксперт-криминалист
- Виталий Коваленко — Виктор Матусевич, судмедэксперт
- Татьяна Струженкова — Кира, стюардесса, сестра Анны
- Никита Лобанов — Пантелеев, жених Киры
- Женя Евстигнеева — Виктория Славкина, любовница Олега
- Анна Бачалова — Татьяна, бывшая жена Ильина
- Ирина Колодяжная — Лидия Павловна, жена Халина, врач
- Михаил Жигалов — Пётр Григорьевич Комаров
- Дмитрий Ульянов — Иван Борисович Шалаев
- Артём Осипов — Александр Евгеньевич Усик, помощник капитана круизного теплохода
- Алика Смехова — Майя, жена Усика
- Евгений Сидихин — Алексей Владимирович Костров, кандидат в депутаты ЗСК
- Алла Юганова — Надежда Зуева, председатель благотворительного фонда
- Светлана Варецкая — директор детского дома
- Галина Анисимова — Ольга Сергеевна Прокопенко, врач-гинеколог
- Георгий Тополага — Виталий Владимирович Аверченко, следователь ФТС
- Елена Захарова — Варвара Геннадьевна Ольшанская
- Ольга Тумайкина — Софья Альбертовна
- Мария Козакова — Алиса Чернышёва
- Дмитрий Блажко — Павел Данич
- Алексей Коряков — Максим Агеев
- Олег Метелёв — Ерипихин

## Производство и восприятие
Первый сезон «Спасской» снимали в Адлере и Сочи — в том числе на борту круизного теплохода «Князь Владимир». Премьера состоялась 28 сентября 2020 года на телеканале «Россия 1». По итогам первой недели «Спасская» оказалась второй по популярности программой «России 1» после «Местного времени» (три с половиной миллиона зрителей) и третьей в рейтинге сериалов по версии «Фильм про», после «Пацанов» и «Воспитанных волками». В 2023 году на экраны вышли второй и третий сезоны сериала, которые срежиссировали Давид Ткебучава и Александр Жигалкин соответственно. Ткебучава стал режиссёром и четвёртого сезона.
Рецензенты отмечают некоторые недостатки сериала: в ряде случаев поведение персонажей выглядит нелогично, заметны технические ляпы. К достоинствам «Спасской» относят удачное соотношение сюжетных линий, связанных с расследованиями и личной жизнью героев.